# Uffington (Oxfordshire)
Uffington is een civil parish in het bestuurlijke gebied Vale of White Horse, in het Engelse graafschap Oxfordshire met 783 inwoners.

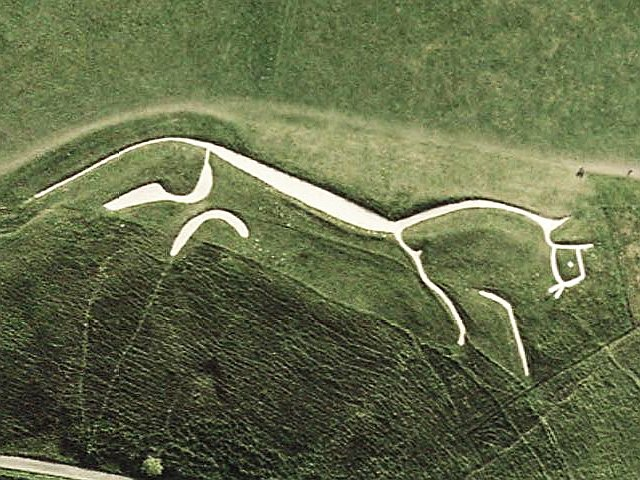
Luchtfoto: Uffington White Horse

"White Horse Hill" is een heuvel in Oxfordshire (district Vale of White Horse). De "Uffington White Horse" wordt beschouwd als de oudste schraapbeeld in Engeland. Het is een gestileerde afbeelding van een paard die in de vegetatie is gesneden en in de grond is gekrast. Hierdoor wordt het onderliggende krijt zichtbaar. De omtrek wordt gevormd door sleuven van drie meter breed en 60 tot 90 centimeter diep. De paardenfiguur meet 107 × 37 meter. Zowel de positie als de vorm van het paard zijn door de millennia heen nauwelijks veranderd, alleen de lijnen zijn iets dunner geworden.
Traditioneel werd het beeld geassocieerd met de Angelsaksische indringers van Groot-Brittannië in de 5e eeuw. De namen van hun legendarische leiders Hengest en Horsa betekenen "hengst" en "paard". Volgens een andere traditie werd het pas in de 9e eeuw gecreëerd om de overwinning van koning Alfred de Grote op de Denen te herdenken. Latere onderzoekers beschouwden het Uffington paard als veel ouder. Het werd geïnterpreteerd als een ongeveer 2000-3000 jaar oude afbeelding van de Keltische godin Epona, de beschermster van de paarden. Recentere metingen dateren het Uffington paard in de vroege ijzertijd of de late bronstijd. Het Uffington Castle in het zicht wordt ook gedateerd op deze periode.
De plek was echter al rond 3600 voor Christus bewoond. Sporen van een bloedbad op de site werden in 2007 gedateerd op die tijd.

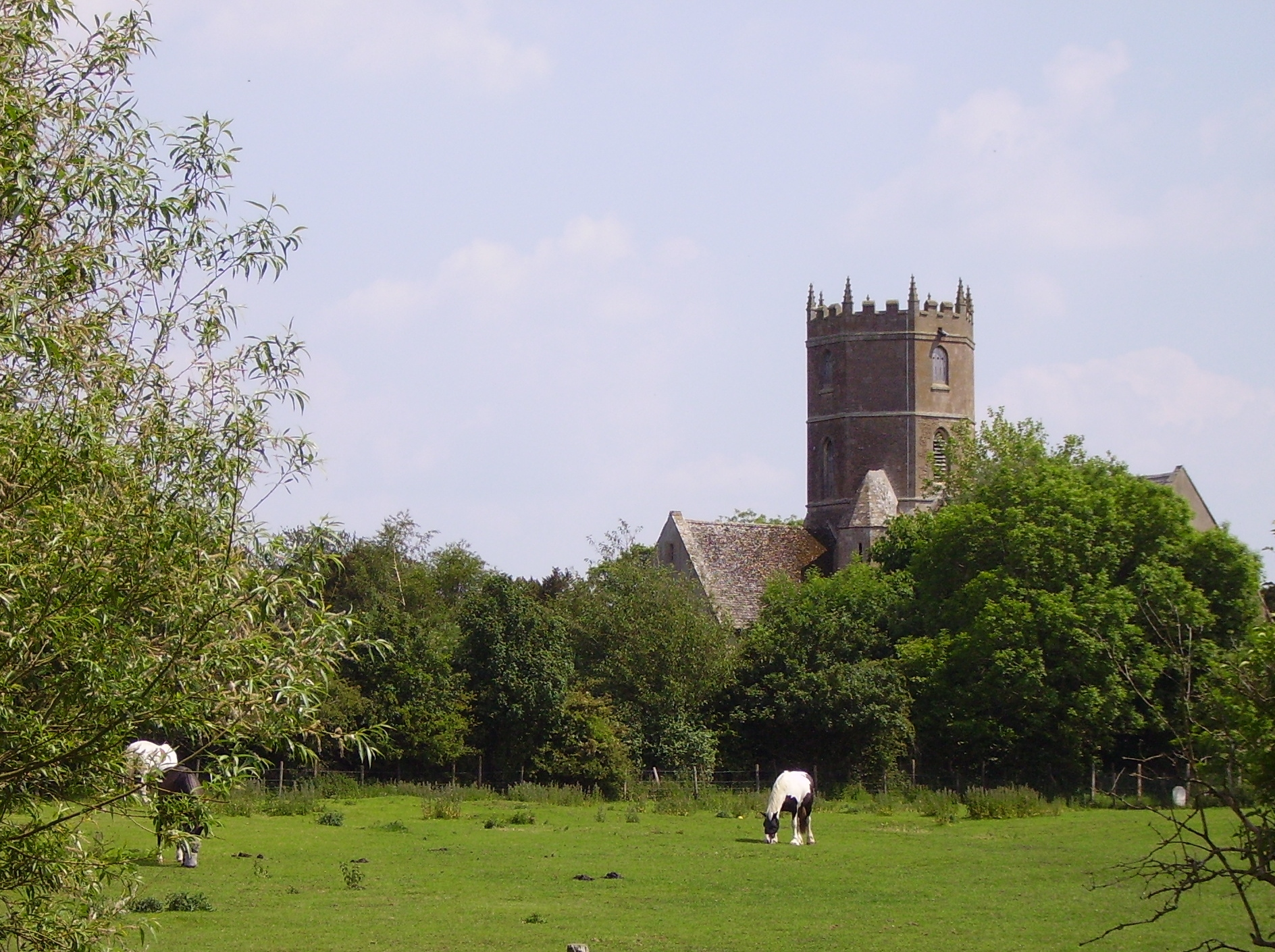